# Samtgemeinde Heemsen
La comunità amministrativa di Heemsen (Samtgemeinde Heemsen) si trova nel circondario di Nienburg/Weser nella Bassa Sassonia, in Germania.

## Suddivisione
Comprende 4 comuni:
1. Drakenburg (comune mercato)
2. Haßbergen
3. Heemsen
4. Rohrsen

Il capoluogo è Rohrsen.